# Laakianjärvi
Laakianjärvi är en sjö i kommunen Nyslott i landskapet Södra Savolax i Finland. Arean är 37 hektar och strandlinjen är 3,04 kilometer lång. Sjön  ingår i Vuoksens huvudavrinningsområde.   Den ligger omkring 110 kilometer öster om S:t Michel och omkring 290 kilometer nordöst om Helsingfors. 